# Ghost Ship Games
Ghost Ship Games est un développeur et éditeur de jeux vidéo danois basé à Copenhague. Fondée en 2016, l'entreprise est surtout connue pour avoir développé Deep Rock Galactic.

## Histoire
Ghost Ship Games a été fondé au printemps 2016 par une équipe de cinq anciens employés de Press Play après la fermeture de ce studio. Le PDG Søren Lundgaard a été invité à rejoindre l'entreprise peu de temps après par le directeur du jeu Mikkel Martin Pedersen. Lundgaard et Pedersen étaient auparavant collègues du défunt studio de jeux Deadline Games depuis plus de dix ans et chacun des six fondateurs avait une expérience dans la gestion de studio. L'équipe nouvellement formée commence à travailler sur un titre coopératif qu'elle envisageait comme un mélange Minecraft et Left 4 Dead. En février 2017, le développeur suédois Coffee Stain Studios a acquis une participation de 30 % dans Ghost Ship Games et a accepté de publier son premier jeu, Deep Rock Galactic.
Coffee Stain Publishing a publié Deep Rock Galactic en accès anticipé le 28 février 2018. Les premières critiques du jeu ont été très positives et le jeu a rassemblé 300 000 joueurs en septembre 2018. Le jeu a officiellement quitté l'accès anticipé après plus de deux ans le 13 mai 2020.
En août 2021, la société mère de Coffee Stain, Embracer Group, a acquis les 70 % restants de Ghost Ship Games. En novembre 2021, Ghost Ship a annoncé que Deep Rock Galactic s'était vendu à trois millions d'exemplaires et qu'il serait porté sur PlayStation 4 et PlayStation 5 en janvier 2022,. En juin 2022, le studio annonce avoir vendu 4 millions d'exemplaires.
Ghost Ship Games a annoncé un label d'édition pour les studios de jeux danois en février 2023. Les trois premiers titres du label ont ensuite été annoncés sous le nom de Deep Rock Galactic: Survivor (un spin-off solo de Deep Rock Galactic), SpellRogue et DarkSwarm.

## Jeux développés
| Année        | Titre                          | Plateforme(s)                                                          | Editeur(s)            |
| ------------ | ------------------------------ | ---------------------------------------------------------------------- | --------------------- |
| 2020         | Deep Rock Galactic             | Microsoft Windows, PlayStation 4, PlayStation 5, Xbox One, Xbox Series | Coffee Stain Studios  |
| À déterminer | Deep Rock Galactic: Rogue Core | Microsoft Windows                                                      | Ghost Ship Publishing |

## Jeux édités
| Year | Title                          | Platform(s)       | Developer(s)     |
| ---- | ------------------------------ | ----------------- | ---------------- |
| 2023 | Deep Rock Galactic: Survivor   | Microsoft Windows | Funday Games     |
| TBA  | SpellRogue                     | Microsoft Windows | Guidlight Games  |
| TBA  | DarkSwarm                      | Microsoft Windows | Bitfire Games    |
| TBA  | Dinolords                      | Microsoft Windows | Northplay        |
| TBA  | Deep Rock Galactic: Rogue Core | Microsoft Windows | Ghost Ship Games |